# Luca Comerio
Luca Fortunato Comerio (Milano, 19 novembre 1878 – Mombello di Limbiate, 5 luglio 1940) è stato un fotografo, cineasta e regista italiano, pioniere del documentario e dell'industria cinematografica italiana.

## Biografia

### Le origini
Comerio nacque in via Volta 19 nel quartiere milanese Porta Volta da Francesco, proprietario di un caffè, e da Claudia Francioli.
Appassionato di pittura, a soli 12 anni si fece assumere come assistente nello studio di Belisario Croci, un pittore fotografo che aveva conosciuto nel locale del padre, molto frequentato dallo stesso Croci. Lì apprese le basi artistiche e tecniche della fotografia, che divenne la sua passione e la sua professione.

### I primi lavori
Comerio, convinto di aver acquisito tutte le conoscenze indispensabili, nel 1894 comperò la sua prima macchina fotografica, aprì un laboratorio in proprio in via Victor Hugo 1, e si specializzò in foto al magnesio e ritratti su porcellana.
Il suo primo scatto fotografico importante il giovane Comerio lo effettuò sempre nel 1894 a Como: ritraeva il Re d'Italia Umberto I - in visita ufficiale nella città - in conversazione con il vescovo. Il "colpo" gli valse i ringraziamenti e gli apprezzamenti da parte dello stesso monarca. In seguito Comerio oltre ai normali servizi fotografici, si dedicò anche alla fotografia giornalistica.

### I moti milanesi del 1898

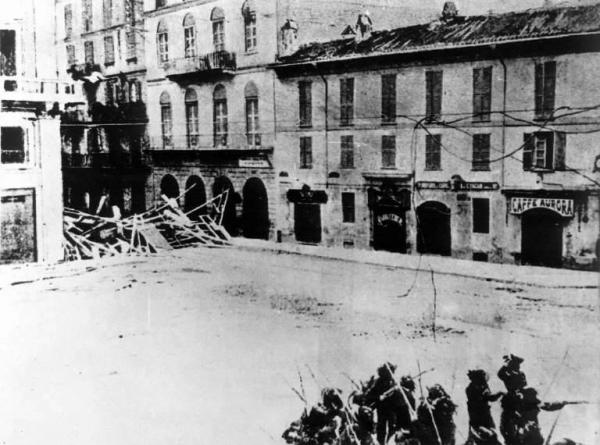
Barricate dei rivoltosi ed intervento dei bersaglieri, Milano 1898, foto di Luca Comerio

Appena ventenne, con i suoi numerosi scatti fotografici Luca Comerio documentò coraggiosamente, e a rischio della propria vita, i moti popolari scoppiati a Milano nel maggio del 1898 e la repressione del generale Bava Beccaris.
Fu quello il primo importante servizio fotografico-giornalistico della sua carriera. Le immagini vennero pubblicate per due settimane consecutive (15-21 maggio) nella rivista L'Illustrazione Italiana, e la raccolta venne intitolata La rivolta di Milano.

### "Pioniere" dell'industria cinematografica italiana
Ben presto si interessò anche alla cinematografia, nuovo mezzo sviluppatosi alla vigilia del XX secolo.
Nel 1907 vinse il concorso fotografico Hennemann, per un fotomontaggio di immagini che ritraevano la vita nella città di Milano, e ricevette un premio di cinquecento lire. Con i soldi del premio, Comerio si recò a Parigi e acquistò una cinepresa Pathé. Con il nuovo apparecchio si imbarcò sul panfilo reale Trinacria ed effettuò le riprese della crociera di Re Vittorio Emanuele III nel Mediterraneo. Il servizio gli valse la nomina a fotografo ufficiale della Real Casa e anche di fotografo personale del re.
Nel settembre dello stesso anno passò alla produzione cinematografica con la costituzione a Milano della Luca Comerio & C., prima manifattura cinematografica della città meneghina.  Nel luglio 1908 la Comerio si unì ad un'altra società la SAFFI (Società Anonima Fabbricazione Films Italiane), e si diede vita alla SAFFI-Comerio. Con questa società Comerio fece costruire un grosso e moderno stabilimento cinematografico, dotato di un teatro di posa, su un'area di 22.000 m² situato nel quartiere Turro.
In qualità di produttore cinematografico, Comerio iniziò con la realizzazione di numerosi reportage d'attualità, per poi dedicarsi anche ai film d'arte e «a soggetto».
Nel dicembre 1908 fu presente per il terribile terremoto a Messina dove realizzò una serie di fotografie stereografiche.
Nel 1911 partecipò alla spedizione militare italiana in Libia in qualità di fotografo e cineoperatore. Seguì il conflitto ritraendo le varie fasi dello sbarco, della campagna militare e della successiva repressione. Con i suoi filmati Comerio fu probabilmente il primo ad avere mai raccontato cinematograficamente una guerra dal fronte, e addirittura - come si è scoperto recentemente - le sue riprese furono effettuate in Kinemacolor, primitivo sistema di visualizzazione a colori di una pellicola.
Alla spedizione partecipò anche Attilio Prevost, pioniere della cinematografia italiana, noto per aver inventato il tavolo per il montaggio cinematografico (moviola). All'epoca, Prevost era impiegato presso la Milano Film, la casa di produzione cinematografica di cui Luca Comerio era socio. Per le riprese della spedizione, Prevost utilizzò la sua cinepresa 35mm, un modello che portava il suo nome, la cinepresa Prevost 35mm, una delle innovazioni tecniche più avanzate del tempo.
Con materiale proveniente dall'archivio di Comerio, i registi Yervant Gianikian e Angela Ricci Lucchi hanno realizzato, nel 1986, un documentario dal titolo Dal Polo all'Equatore.

### Operatore nellaGrande Guerra
Allo scoppio della prima guerra mondiale, Comerio abbandonò immediatamente il teatro di posa e si affrettò a riprendere l'inizio delle operazioni militari. Grazie all'esperienza e alla fama acquisite in Libia, ottenne il brevetto speciale del Ministero della Guerra per riprendere i campi di battaglia, e fu l'unico civile, insieme ai suoi aiutanti, ad ottenere questo privilegio.
Dopo la disfatta italiana di Caporetto, nel 1917 venne costituita la Sezione Cinematografica del Regio Esercito che assunse il monopolio delle riprese. Comerio in quanto civile venne escluso, ma dell'Ente fu il direttore tecnico.
Della suddetta Sezione Cinematografica faceva invece parte, in quanto ufficiale, Attilio Prevost, il cui contributo alla documentazione della Grande Guerra risultò fondamentale.
Ciò nonostante, nel 1918 filmò l'entrata dei cavalleggeri a Trento e l'attimo in cui il vessillo tricolore veniva alzato nella città. La grande quantità di materiale girato durante il conflitto permise a Comerio di realizzare nel 1922 il lungometraggio dal titolo Sulle Alpi riconsacrate.

### Il periodo post-bellico e la disoccupazione
Nel 1921 si separò dalla moglie Ines Negri (sposata nel 1900), e perciò l'anno dopo sciolse la Comerio Films, di cui la consorte era la comproprietaria.
Con la crisi che colpì il cinema italiano nel primo dopoguerra, Comerio ritornò alla fotografia. Fu per breve periodo fotografo presso la compagnia di rivista e operetta dei fratelli Schwarz.
Sempre più raramente girò dei filmati, come accadde nel 1920, quando su commissione del politico milanese Senatore Borletti documentò l'Impresa di Fiume. Il materiale girato fu utilizzato per produrre due pellicole, Il paradiso nell'ombre delle spade (1921) e Da Quarto a Fiume italiana: L'epopea dannunziana (1924).
Con l'introduzione del sonoro, Comerio realizzò la versione sonora del documentario Perché il mondo sappia e gli italiani ricordino (1932) e Apoteosi (1934), montaggio di riprese che effettuò al Giro d'Italia.
Dopo questi ultimi lavori, si ritrovò disoccupato, e per ciò si rivolse vanamente all'Istituto Luce e al Centro sperimentale di cinematografia per essere impiegato anche solo come operatore.  Non riuscendo a trovare più nessun impiego si ritirò a vita privata.

### La morte
Comerio passò gli ultimi anni della propria vita in povertà e solitudine con la sua seconda moglie Maria, che gli diede due figli. Quest'ultima, a causa della difficile situazione economica della famiglia, fu costretta a lavorare come cassiera presso un cinematografo locale.
A soffrire di tale condizione fu soprattutto la salute di Comerio, afflitto da problemi di amnesia. Nella primavera del 1940 si ammalò gravemente; costretto a continui ricoveri in ospedale morì il 5 luglio all'Ospedale Psichiatrico Provinciale di Mombello a Limbiate, a 62 anni.

## Filmografia parziale

### Regista
- La maratona italiana (1908)
- Il carnevale di Milano nel 1908 (1908)
- I funerali di Bocconi a Milano (1908)
- Amleto - cortometraggio (1908)
- Il terremoto calabro-siculo (1909)
- Dalla pietà all'amore (1909)
- L'idroplano Forlanini (1910)
- Casa Savoia: Vita privata dell'intera famiglia dei Reali d'Italia (1911)
- L'avanzata di Tripolitania (1912)
- La presa di Zuara (1912)
- Cirenaica (film 1912) (1912)
- L'avanzata decisiva in Libia (1912)
- La battaglia delle due palme (1912)
- Esercito italiano: Plotone nuotatori di cavalleria (1912)
- Excelsior (1913)
- Il ritorno (1914)
- Europa in fiamme (1915)
- La guerra d'Italia a 3000 metri sull'Adamello (1916) - co-regia con Paolo Granata
- La battaglia di Gorizia (1916)
- La battaglia tra Brenta e Adige (1916)
- La posta in guerra (1917)
- In alto! (1917)
- Il paradiso nell'ombre delle spade (1921)
- Giovinezza, giovinezza, primavera di bellezza... (1922)
- Sulle Alpi riconsacrate (1923)
- Da Quarto a Fiume italiana: L'epopea dannunziana (1924)
- La campana dei caduti a Rovereto (1926)
- Perché il mondo sappia e gli italiani ricordino (1932)
- Apoteosi (1934)